# 第14高射特科隊
第14高射特科隊（だいじゅうよんこうしゃとっかたい、JGSDF 14th Antiaircraft Artillery Unit）は、愛媛県松山市の松山駐屯地に駐屯する、第14旅団隷下の高射特科部隊である。

## 概要
空からの脅威に対して監視および射撃を実施する第14旅団唯一の対空作戦の骨幹となる部隊であり、隊長は2等陸佐。
2018年（平成30年）3月に旅団の即応機動化に伴い新装備品等を導入し中隊から隊へ格上げされた。11式短距離地対空誘導弾（短SAM）、93式近距離地対空誘導弾（近SAM）、低空レーダ装置 JTPS-P18、対空レーダ装置 JTPS-P14、および対空戦闘指揮統制装置（ADCCSⅡ型）を装備する。

## 沿革
第2混成団特科大隊高射中隊
- 1981年（昭和56年）3月25日：第13特科連隊第6大隊の一部をもって第2混成団特科大隊高射中隊として日本原駐屯地において編成[1]。
- 1994年（平成06年）3月29日：第2混成団特科大隊高射中隊が日本原駐屯地から松山駐屯地に移駐。

第14高射特科中隊
- 2006年（平成18年）3月27日：第2混成団の第14旅団への改編に伴い、第2混成団特科大隊高射中隊が分離・独立し、第14高射特科中隊として松山駐屯地に新編。整備部門は第14後方支援隊第2整備中隊高射直接支援小隊に移管。

第14高射特科隊旅団
- 2018年（平成30年）3月27日：第14旅団の機動旅団への改編に伴い、第14高射特科隊に増強改編[1]。第15普通科連隊の即応機動連隊改編に伴い、93式近距離地対空誘導弾装備の1個高射小隊を移管した。

## 警備隊区
宇和島市、愛南町、松野町、鬼北町の1市3町

## 部隊編成
- 第14高射特科隊本部
- 指揮情報小隊：対空戦闘指揮統制装置（ADCCSⅡ型）、対空レーダ装置 JTPS-P14、低空レーダ装置 JTPS-P18
- 第1小隊：93式近距離地対空誘導弾
- 第2小隊：11式短距離地対空誘導弾

車両の部隊表示は、全車両「14高特」

## 整備支援部隊
- 第14後方支援隊第2整備中隊高射直接支援小隊「14後支-2」（松山駐屯地）：2006年（平成18年）3月27日から

## 主要装備
- 11式短距離地対空誘導弾
- 93式近距離地対空誘導弾
- 対空レーダ装置 JTPS-P14
- 低空レーダ装置 JTPS-P18
- 対空戦闘指揮統制装置（ADCCSⅡ型）
- 1/2tトラック / 73式小型トラック
- 1 1/2tトラック / 73式中型トラック
- 3 1/2tトラック / 73式大型トラック
- 89式5.56mm小銃
- 12.7mm重機関銃